# الیسو (کالیفرنیا)
الیسو، کالیفرنیا (به انگلیسی: Alico, California) یک محدوده ثبت‌نشده در ایالات متحده آمریکا است که در ایالت کالیفرنیا واقع شده‌است.

## خصوصیات
الیسو ۱٬۱۱۹ متر بالاتر از سطح دریا قرار دارد.